# Hermann Haller (Filmeditor)
Hermann Haller (* 15. Dezember 1909 in Zürich; † 21. Juni 1985 in Boswil) war ein Schweizer Filmeditor, Filmregisseur und Drehbuchautor.

## Leben
Hermann Haller, Sohn des Architekten Jakob Haller und der Deutschen Gertrud geb. Benda, begann vierzehnjährig als Filmkritiker und verschaffte sich an der Bayerischen Staatslehranstalt für Lichtbildwesen einen Einblick in die Filmtechnik. Bei der Produktionsfirma Emelka arbeitete er zunächst als Dramaturg.
Bald wandte sich Haller nach Berlin und bildete sich beim Tobis-Tonbild-Syndikat zum Schnittmeister aus. Im Stummfilm Die weiße Hölle vom Piz Palü war der Zwanzigjährige an der Seite von Arnold Fanck erstmals für den Filmschnitt verantwortlich. 1932 lernte er in Budapest die Ballettlehrerin und spätere Malerin Vera, geborene Racz kennen. 1935 heiratete das Paar. 1936 entzog sich Haller der nationalsozialistischen Filmpolitik, indem er nach Österreich übersiedelte, wo er vornehmlich mit dem Filmregisseur Géza von Bolváry zusammenarbeitete.
Nach dem Anschluss Österreichs 1938 kehrte Haller in die Schweiz zurück und übernahm wichtige Filmaufgaben im Sinne der Geistigen Landesverteidigung (bspw. für den Film Füsilier Wipf). Ausser als Schnittmeister betätigte er sich mehrmals selbst als Regisseur oder fungierte als künstlerischer Oberleiter, indem er unerfahrenen Regisseuren zur Seite stand.
Nach Kriegsende zog es ihn allmählich wieder zum deutschen Film. In den sechziger Jahren war Haller unter anderem an mehreren Karl-May-Filmen und Edgar-Wallace-Filmen beteiligt. Gegen Ende seiner Laufbahn bearbeitete er auch diverse Lederhosenfilme.
Später war Haller mit der Filmeditorin Gisela Haller verheiratet.

## Filmografie
- 1929: Die weiße Hölle vom Piz Palü
- 1931: Der Raub der Mona Lisa
- 1931: Liebeskommando
- 1932: Der Rebell
- 1933: SOS Eisberg
- 1933: Ich kenn’ dich nicht und liebe dich
- 1933: Das Schloß im Süden
- 1933: Frühjahrsparade
- 1934: ...heute abend bei mir
- 1934: Abschiedswalzer
- 1934: Herz ist Trumpf
- 1934: Es tut sich was um Mitternacht
- 1934: Winternachtstraum
- 1934: Alles um eine Frau
- 1935: Stradivari
- 1935: Varieté
- 1935: Es flüstert die Liebe
- 1936: Die Entführung
- 1936: Das Schloß in Flandern
- 1936: Die Julika (Ernte)
- 1936: Mädchenpensionat
- 1936: Lumpacivagabundus
- 1937: Premiere
- 1937: Musik für Dich
- 1937: Kleine Scheidegg
- 1937: Zauber der Bohème
- 1938: Die unruhigen Mädchen (Finale)
- 1938: Füsilier Wipf (auch Co-Drehbuch)
- 1939: Wehrhafte Schweiz (auch Regie)
- 1940: Mir lönd nüd lugg
- 1940: Verena Stadler (auch Regie)
- 1940: Gilberte de Courgenay (auch künstlerische Oberleitung)
- 1941: Der Hotelportier (auch Regie)[1][2]
- 1942: Das Gespensterhaus (auch künstlerische Oberleitung)
- 1943: Komödie um Erika (Kurzfilm, auch Regie)
- 1943: Wilder Urlaub
- 1943: Euses Bähnli (Dokumentarfilm, auch Regie)
- 1943: Marie-Louise (auch künstlerische Oberleitung)
- 1944: Kartoffel (Dokumentarfilm, auch Regie)
- 1945: Die letzte Chance (auch künstlerische Oberleitung)
- 1945: Äcker der Industrie (Dokumentarfilm, auch Regie)
- 1945: Zwischen Krieg und Frieden (Dokumentarfilm, auch Regie)
- 1946: Jung bleiben (Dokumentarfilm, auch Regie)
- 1946: GIs in Switzerland (Dokumentarfilm, auch Regie)
- 1947: § 51 – Seelenarzt Dr. Laduner (Matto regiert) (auch künstlerische Oberleitung)
- 1947: Pestalozzi-Dorf (Dokumentarfilm, auch Regie)
- 1947: Die Gezeichneten
- 1948: Nach dem Sturm
- 1949: Ein Seemann ist kein Schneemann
- 1949: Ein Königreich für ein Haus
- 1950: Die Vier im Jeep
- 1952: Palast Hotel (Palace Hotel)
- 1952: Heidi
- 1953: Zwiespalt des Herzens (Die Venus vom Tivoli) (nur Schnittaufsicht)
- 1954: Uli der Knecht
- 1954: Heidi und Peter
- 1955: … Und ewig ruft die Heimat (Uli der Pächter)
- 1956: Du bist Musik
- 1956: Das Sonntagskind
- 1957: Taxichauffeur Bänz (auch Co-Regie)
- 1958: Es geschah am hellichten Tag (auch künstlerische Oberleitung)
- 1959: Peter Voss, der Held des Tages
- 1959: Ein Mann geht durch die Wand
- 1960: Der Jugendrichter
- 1960: Scheidungsgrund: Liebe
- 1960: Ich zähle täglich meine Sorgen
- 1960: Anne Bäbi Jowäger – I. Teil: Wie Jakobli zu einer Frau kommt (auch künstlerische Oberleitung)
- 1960: Anne Bäbi Jowäger – II. Teil: Jakobli und Meyeli (auch künstlerische Oberleitung)
- 1961: Stadt ohne Mitleid (Town Without Pity)
- 1960: Der brave Soldat Schwejk
- 1961: Die Ehe des Herrn Mississippi
- 1961: Die Schatten werden länger
- 1961: Der Lügner
- 1961: Im Stahlnetz des Dr. Mabuse
- 1962: Die unsichtbaren Krallen des Dr. Mabuse
- 1962: Schneewittchen und die sieben Gaukler
- 1962: Der Schatz im Silbersee
- 1963: Der Zinker
- 1963: Der schwarze Abt
- 1963: Das indische Tuch
- 1964: Schellen-Ursli
- 1963: Winnetou 1. Teil
- 1964: Wartezimmer zum Jenseits
- 1964: Winnetou 2. Teil
- 1964: Unter Geiern
- 1965: Der Ölprinz
- 1965: Old Surehand 1. Teil
- 1965: Der letzte Mohikaner
- 1966: Angeklagt nach § 218 (Der Arzt stellt fest…)
- 1966: Gespenster
- 1966: Die Nibelungen, 1. Teil: Siegfried von Xanten
- 1967: Die Nibelungen, 2. Teil: Kriemhilds Rache
- 1967: Die Schlangengrube und das Pendel
- 1967: Dynamit in grüner Seide
- 1968: Die sechs Kummerbuben (auch künstlerische Oberleitung)
- 1968: Der Tod im roten Jaguar
- 1968: Winnetou und Shatterhand im Tal der Toten
- 1968: Häschen in der Grube
- 1969: Das ausschweifende Leben des Marquis de Sade (De Sade)
- 1969: Helgalein
- 1969: Josefine, das liebestolle Kätzchen
- 1969: Heintje – Ein Herz geht auf Reisen
- 1970: Erinnerungen an die Zukunft (Dokumentarfilm)
- 1970: Wir hau’n die Pauker in die Pfanne
- 1971: Der Seewolf (TV-Vierteiler)
- 1972: Das bumsfidele Heiratsbüro
- 1972: Laß jucken, Kumpel
- 1972: Massagesalon der jungen Mädchen
- 1972: Liebesgrüße aus der Lederhose
- 1973: Laß jucken, Kumpel 2. Teil – Das Bullenkloster
- 1974: Zwei Kumpel auf der Alm
- 1974: Der Jäger von Fall
- 1975: Lockruf des Goldes (TV-Vierteiler)
- 1976: Das Gesetz des Clans
- 1976: Liebesgrüße aus der Lederhose, 3. Teil: Sex-Expreß in Oberbayern
- 1977: Oh la la, die kleinen Blonden sind da
- 1978: Liebesgrüße aus der Lederhose, 4. Teil: Die versaute Hochzeitsnacht
- 1978: Liebesgrüße aus der Lederhose, 5. Teil: Die Bruchpiloten vom Königsee
- 1978: Zwei Däninnen in Lederhosen
- 1979: Kreuzberger Liebesnächte
- 1981: Laß laufen, Kumpel